# 比森霍芬
比森霍芬是德国巴伐利亚州的一个市镇。总面积27.02平方公里，总人口3944人，其中男性1988人，女性1956人（2011年12月31日），人口密度146人/平方公里。